# Горбашка
Горбашка, Горбатка — річка в Україні, у Коростенському районі Житомирської області. Права притока Злобичу (басейн Дніпра).

## Опис
Довжина річки приблизно 2 км.

## Розташування
Бере початок на північному заході від Нивків. Тече переважно на північний схід і на південному заході від Злобичів впадає у річку Злобич, ліву притоку Ірши.